# أنطوان ري
أنطوان ري (25 أغسطس 1986 سويسرا - ) هو لاعب كرة قدم سويسري، يلعب كلاعب وسط، لعب 15 مباراة وسجل هدف.

## مسيرته

### مسيرته مع الأندية
- 2009 - 2009 لعب مع نادي لوزان 15 مباراة سجل خلالها هدف.

## روابط خارجية
- أنطوان ري على موقع قاعدة بيانات كرة القدم.إي يو (الإنجليزية)
- أنطوان ري على موقع Soccerway.com (الإنجليزية)
- أنطوان ري على موقع عالم كرة القدم.نت (الإنجليزية)